# مونیکا آبسولونووا
مونیکا آبسولونووا (چکی: Monika Absolonová؛ زادهٔ ۲۷ سپتامبر ۱۹۷۶) خواننده و بازیگر اهل کشور جمهوری چک است. او اولین آلبوم خود را به نام مونیکا در سال ۱۹۹۳ منتشر کرد. در سال ۲۰۰۲، نقش اصلی را در موزیکال معروف چک، کلئوپاترا، در تئاتر برادوی پراگ ایفا کرد. وی اولین کنسرت انفرادی خود را در تئاتر برادوی پراگ در سال ۲۰۱۰ اجرا کرد. او در نسخهٔ چک زبان انیمیشن یخ‌زده به جای شخصیت «السا» آواز خواند.